# Grammy Award for Best Pop Vocal Album
Der Grammy Award for Best Pop Vocal Album (deutsch: Grammy-Award für das beste Pop-Gesangsalbum) ist ein Musikpreis, der seit 1995 regelmäßig bei den jährlich stattfindenden Grammy Awards verliehen wird. Mit diesem Preis werden Interpreten ausgezeichnet, die im Vorjahr der Verleihung ein Album im Bereich der Popmusik mit besonders hoher Qualität herausgebracht haben.

## Hintergrund und Geschichte
Die Grammy Awards (eigentlich Grammophone Awards) werden seit 1959 jährlich für künstlerische Leistung, technische Kompetenz und musikalische Gesamtleistung in verschiedenen Kategorien von der National Academy of Recording Arts and Sciences (NARAS) verliehen, unabhängig von der Verkaufszahl des Werkes.
Im Jahre 1968 verlieh man zum ersten Mal einen Preis mit ähnlichen Kriterien, damals noch unter dem Namen Bestes zeitgenössisches Album. Die Auszeichnung erhielten die Beatles für ihr Album Sgt. Pepper’s Lonely Hearts Club Band. Nach nur einer Verleihung wurde der Preis jedoch wieder abgeschafft, zwischen 1969 und 1994 gab es in diesem Bereich keine weiteren Verleihungen. Erst 1995 wurde der Preis unter dem Namen Bestes Pop-Album wieder eingeführt. Seit 2001 wird er unter seinem heutigen Namen verliehen. Um die Auszeichnung zu gewinnen, muss das Album mindestens 51 % neuen Gesangsanteil besitzen.

## Gewinner und Nominierte
| Jahr                  | Künstler / Band     | Nationalität                    | Werk                                     | Weitere nominierte Künstler | Bilder der Künstler        |
| --------------------- | ------------------- | ------------------------------- | ---------------------------------------- | --- | -------------------------- |
| 1968 29. Februar 1968 | The Beatles         | Vereinigtes Königreich          | Sgt. Pepper’s Lonely Hearts Club Band    | - Bobbie Gentry – Ode to Billie Joe - The Fifth Dimension – Up, Up and Away - The Association – Insight Out - Vikki Carr – It Must Be Him                                                  | The Beatles (1964)         |
| 1995 1. März 1995     | Bonnie Raitt        | Vereinigte Staaten              | Longing in Their Hearts                  | - Die drei Tenöre – The 3 Tenors in Concert, 1994 - Ace of Base – The Sign - Lyle Lovett – I Love Everybody - Seal – Seal                                                                  | Bonnie Raitt (2007)        |
| 1996 28. Februar 1996 | Joni Mitchell       | Kanada                          | Turbulent Indigo                         | - Annie Lennox – Medusa - Madonna – Bedtime Stories - Mariah Carey – Daydream - Eagles – Hell Freezes Over                                                                                 | Joni Mitchell (2004)       |
| 1997 26. Februar 1997 | Céline Dion         | Kanada                          | Falling into You                         | - Shawn Colvin – A Few Small Repairs - Sting – Mercury Falling - Toni Braxton – Secrets - Tracy Chapman – New Beginning                                                                    | Céline Dion (2008)         |
| 1998 25. Februar 1998 | James Taylor        | Vereinigte Staaten              | Hourglass                                | - Paula Cole – This Fire - Sarah McLachlan – Surfacing - Fleetwood Mac – The Dance - Jamiroquai – Travelling Without Moving                                                                | James Taylor (1999)        |
| 1999 24. Februar 1999 | Madonna             | Vereinigte Staaten              | Ray of Light                             | - Natalie Imbruglia – Left of the Middle - Céline Dion – Let’s Talk About Love - Eric Clapton – Pilgrim - Brian Setzer Orchestra – The Dirty Boogie                                        | Madonna                    |
| 2000 23. Februar 2000 | Sting               | Vereinigtes Königreich          | Brand New Day                            | - Backstreet Boys – Millennium - Cher – Believe - Ricky Martin – Ricky Martin - Sarah McLachlan – Mirrorball                                                                               | Sting (2006)               |
| 2001 21. Februar 2001 | Steely Dan          | Vereinigte Staaten              | Two Against Nature                       | - ’N Sync – No Strings Attached - Britney Spears – Oops!… I Did It Again - Don Henley – Inside Job - Madonna – Music                                                                       | Steely Dan (2007)          |
| 2002 27. Februar 2002 | Sade Adu            | Vereinigtes Königreich Nigeria  | Lovers Rock                              | - ’N Sync – Celebrity - Elton John – Songs from the West Coast - Janet Jackson – All for You - Nelly Furtado – Whoa, Nelly!                                                                | Sade Adu (2011)            |
| 2003 23. Februar 2003 | Norah Jones         | Vereinigte Staaten              | Come Away with Me                        | - Avril Lavigne – Let Go - Britney Spears – Britney - No Doubt – Rock Steady - Pink – Missundaztood                                                                                        | Norah Jones (2007)         |
| 2004 8. Februar 2004  | Justin Timberlake   | Vereinigte Staaten              | Justified                                | - Annie Lennox – Bare - Christina Aguilera – Stripped - George Harrison – Brainwashed - Michael McDonald – Motown                                                                          | Justin Timberlake (2007)   |
| 2005 13. Februar 2005 | Ray Charles         | Vereinigte Staaten              | Genius Loves Company                     | - Brian Wilson – Smile - Joss Stone – Mind, Body & Soul - Norah Jones – Feels Like Home - Sarah McLachlan – Afterglow                                                                      | Ray Charles (2003)         |
| 2006 8. Februar 2006  | Kelly Clarkson      | Vereinigte Staaten              | Breakaway                                | - Fiona Apple – Extraordinary Machine - Gwen Stefani – Love. Angel. Music. Baby. - Paul McCartney – Chaos and Creation in the Backyard - Sheryl Crow – Wildflower                          | Kelly Clarkson (2006)      |
| 2007 11. Februar 2007 | John Mayer          | Vereinigte Staaten              | Continuum                                | - Christina Aguilera – Back to Basics - James Blunt – Back to Bedlam - Elvis Costello, Allen Toussaint – The River in Reverse - Justin Timberlake – FutureSex / LoveSounds                 | John Mayer (2007)          |
| 2008 10. Februar 2008 | Amy Winehouse       | Vereinigtes Königreich          | Back to Black                            | - Bon Jovi – Lost Highway - Feist – The Reminder - Maroon 5 – It Won’t Be Soon Before Long - Paul McCartney – Memory Almost Full                                                           | Amy Winehouse (2004)       |
| 2009 8. Februar 2009  | Duffy               | Vereinigtes Königreich ( Wales) | Rockferry                                | - Sheryl Crow – Detours - Eagles – Long Road Out of Eden - Leona Lewis – Spirit - James Taylor – Covers                                                                                    | Duffy (2010)               |
| 2010 31. Januar 2010  | The Black Eyed Peas | Vereinigte Staaten              | The E.N.D.                               | - Colbie Caillat – Breakthrough - Kelly Clarkson – All I Ever Wanted - The Fray – The Fray - Pink – Funhouse                                                                               | The Black Eyed Peas (2009) |
| 2011 13. Februar 2011 | Lady Gaga           | Vereinigte Staaten              | The Fame Monster                         | - Justin Bieber – My World 2.0 - Susan Boyle – I Dreamed a Dream - John Mayer – Battle Studies - Katy Perry – Teenage Dream                                                                | Lady Gaga (2011)           |
| 2012 12. Februar 2012 | Adele               | Vereinigtes Königreich          | 21                                       | - CeeLo Green – The Lady Killer - Lady Gaga – Born This Way - Bruno Mars – Doo-Wops & Hooligans - Rihanna – Loud                                                                           | Adele (2009)               |
| 2013 10. Februar 2013 | Kelly Clarkson      | Vereinigte Staaten              | Stronger                                 | - Florence + the Machine – Ceremonials - fun. – Some Nights - Maroon 5 – Overexposed - Pink – The Truth About Love                                                                         | Kelly Clarkson (2009)      |
| 2014 26. Januar 2014  | Bruno Mars          | Vereinigte Staaten              | Unorthodox Jukebox                       | - Lana Del Rey – Paradise - Lorde – Pure Heroine - Robin Thicke – Blurred Lines - Justin Timberlake – The 20/20 Experience – The Complete Experience                                       | Bruno Mars, 2010           |
| 2015 8. Februar 2015  | Sam Smith           | Vereinigtes Königreich          | In the Lonely Hour                       | - Coldplay – Ghost Stories - Miley Cyrus – Bangerz - Ariana Grande – My Everything - Katy Perry – Prism - Ed Sheeran – X                                                                   | Sam Smith 2015             |
| 2016 15. Februar 2016 | Taylor Swift        | Vereinigte Staaten              | 1989                                     | - Kelly Clarkson – Piece by Piece - James Taylor – Before This World - Mark Ronson – Uptown Special - Florence + the Machine – How Big, How Blue, How Beautiful                            | Taylor Swift 2013          |
| 2017 12. Februar 2017 | Adele               | Vereinigtes Königreich          | 25                                       | - Justin Bieber – Purpose - Ariana Grande – Dangerous Woman - Demi Lovato – Confident - Sia – This Is Acting                                                                               | Adele (2016)               |
| 2018 28. Januar 2018  | Ed Sheeran          | Vereinigtes Königreich          | ÷                                        | - Kaleidoscope von Coldplay - Lust for Life von Lana Del Rey - Evolve von Imagine Dragons - Rainbow von Kesha - Joanne von Lady Gaga                                                       | Adele (2014)               |
| 2019 10. Februar 2019 | Ariana Grande       | Vereinigte Staaten              | Sweetener                                | - Camila von Camila Cabello - Meaning of Life von Kelly Clarkson - Shawn Mendes von Shawn Mendes - Beautiful Trauma von Pink - Reputation von Taylor Swift                                 | Ariana Grande (2017)       |
| 2020 26. Januar 2020  | Billie Eilish       | Vereinigte Staaten              | When We All Fall Asleep, Where Do We Go? | - The Lion King: The Gift von Beyoncé - Thank U, Next von Ariana Grande - No. 6 Collaborations Project von Ed Sheeran - Lover von Taylor Swift                                             | Billie Eilish (2019)       |
| 2021 14. März 2021    | Dua Lipa            | Vereinigtes Königreich          | Future Nostalgia                         | - Changes von Justin Bieber - Chromatica von Lady Gaga - Fine Line von Harry Styles - Folklore von Taylor Swift                                                                            | Dua Lipa (2020)            |
| 2022 3. April 2022    | Olivia Rodrigo      | Vereinigte Staaten              | Sour                                     | - Justin Bieber – Justice (Triple Chucks Deluxe) - Doja Cat – Planet Her (Deluxe) - Billie Eilish – Happier Than Ever - Ariana Grande – Positions                                          | Olivia Rodrigo (2021)      |
| 2023 5. Februar 2023  | Harry Styles        | Vereinigtes Königreich          | Harry’s House                            | - Voyage von ABBA - 30 von Adele - Music of the Spheres von Coldplay - Special von Lizzo                                                                                                   |                            |
| 2024 4. Februar 2024  | Taylor Swift        | Vereinigte Staaten              | Midnights                                | - Chemistry von Kelly Clarkson - Endless Summer Vacation von Miley Cyrus - Guts von Olivia Rodrigo - − (Subtract) von Ed Sheeran                                                           | Taylor Swift 2023          |
| 2025 2. Februar 2025  | Sabrina Carpenter   | Vereinigte Staaten              | Short n’ Sweet                           | - Hit Me Hard and Soft von Billie Eilish - Eternal Sunshine von Ariana Grande - The Rise and Fall of a Midwest Princess von Chappell Roan - The Tortured Poets Department von Taylor Swift |                            |

## Statistik
Diese Auszeichnung konnte bisher nur von Kelly Clarkson, Adele und Taylor Swift mehrfach gewonnen werden. Clarkson, Madonna, Sarah McLachlan und Pink sind mit jeweils drei Nominierungen die am häufigsten nominierten weiblichen Interpreten. Gleichzeitig sind Pink und McLachlan damit die Musiker mit den meisten Nominierungen, ohne ein einziges Mal gewinnen zu können. Einziger männlicher Interpret mit drei Nominierungen ist bisher Justin Timberlake. Die meisten Auszeichnungen gingen an Interpreten aus den Vereinigten Staaten, insgesamt gewannen sie 13 Auszeichnungen. Sechs Auszeichnungen gingen an Musiker aus Großbritannien (davon eine an eine Halb-Nigerianerin), und zweimal konnten Interpreten aus Kanada gewinnen.

## Belege
1. 1 2  Kriterien für den Grammy Award for Record of the Year. (Memento vom 11. März 2012 im Internet Archive) grammy.com (englisch); abgerufen am 13. Dezember 2011
2. ↑  Übersicht der Recording Academy. (Memento des Originals vom 19. August 2012 im Internet Archive)  Info: Der Archivlink wurde automatisch eingesetzt und noch nicht geprüft. Bitte prüfe Original- und Archivlink gemäß Anleitung und entferne dann diesen Hinweis. grammy.org (englisch); abgerufen am 13. Dezember 2011
3. ↑  Übersicht der Gewinner des Jahres 1968. grammy.com (englisch); abgerufen am 27. Januar 2012
4. ↑  Grammy Awards 2009 im Bereich der Popmusik. (Memento des Originals vom 27. Januar 2012 im Internet Archive)  Info: Der Archivlink wurde automatisch eingesetzt und noch nicht geprüft. Bitte prüfe Original- und Archivlink gemäß Anleitung und entferne dann diesen Hinweis. about.com (englisch); abgerufen am 21. Dezember 2011
5. ↑  Dan Auerbach, Fun., Jay-Z, Mumford & Sons, Frank Ocean, Kanye West Lead 55th Grammy Nominations. Recording Academy, Pressemitteilung, 5. Dezember 2012.
6. ↑  55th Annual Grammy Awards Nominees. grammy.com (englisch); abgerufen am 6. Dezember 2012.
7. ↑  NARAL Final Nomination List 57th Grammy Awards. (PDF; 3,0 MB) abgerufen am 31. Dezember 2015.
8. ↑  Best Pop Vocal Album: 58th Grammy Nominees. grammy.com; abgerufen am 22. Mai 2016.